# Hrabství Vaduz

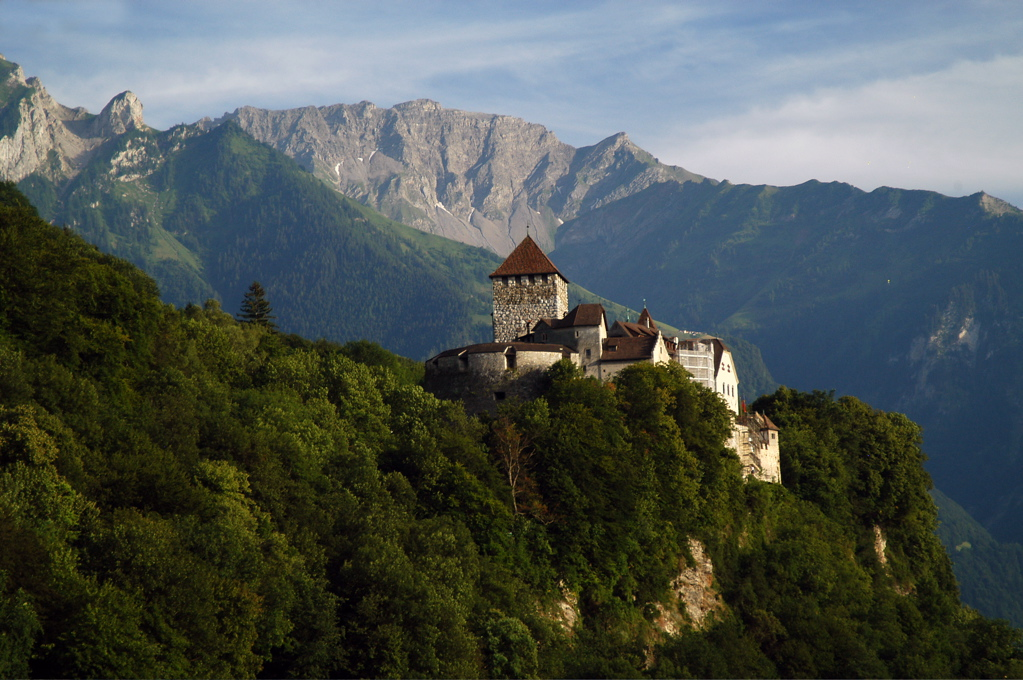
Hrad Vaduz, sídlo lichtenštejnských knížat

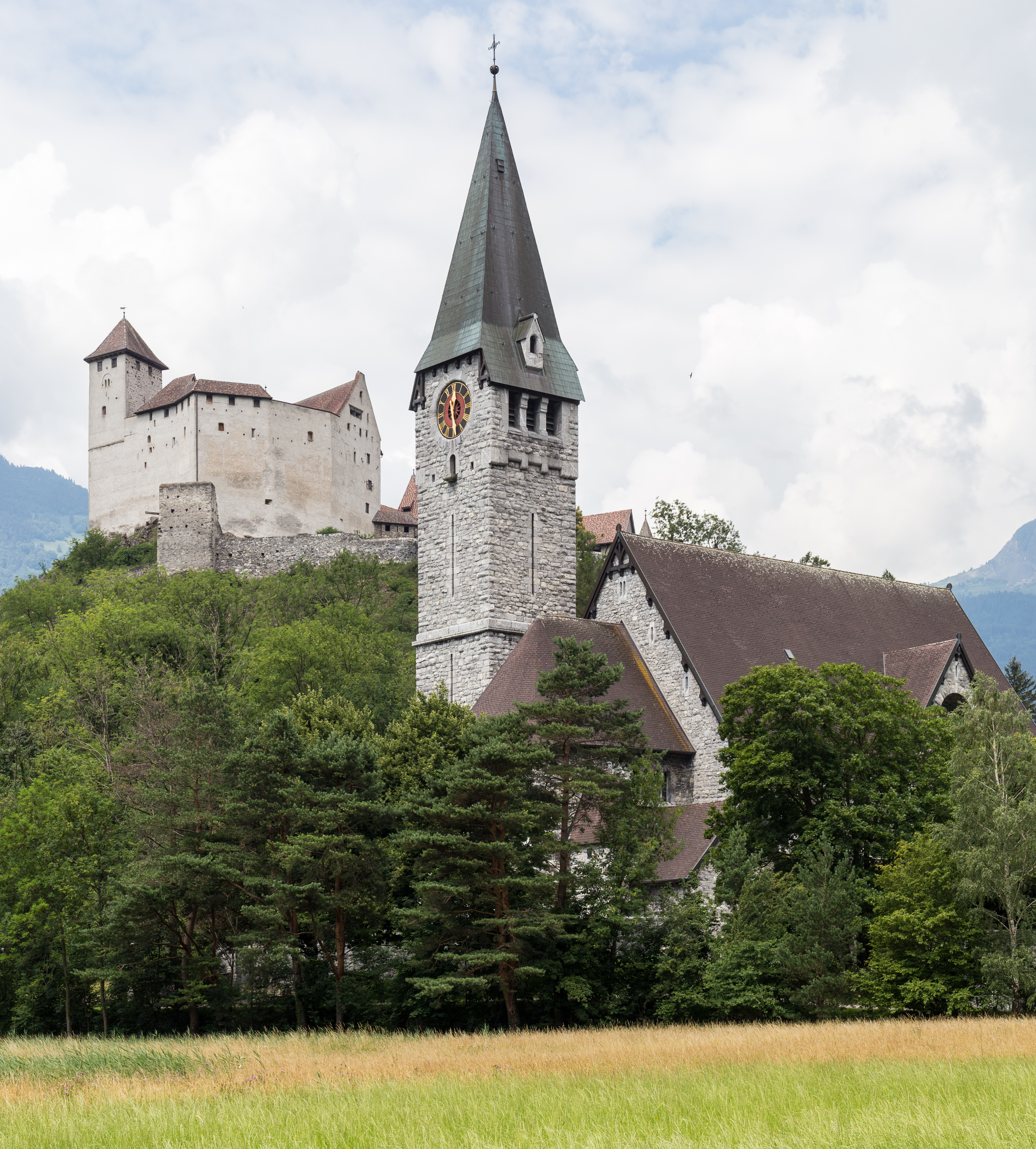
Farní kostel svatého Mikuláše a zámek Gutenberg v Balzers

Vaduzské hrabství (německy Grafschaft Vaduz) bylo území ve Svaté říši římské, které je nyní v Lichtenštejnském knížectví a zhruba odpovídá dnešnímu Oberlandu.

## Historie
Vaduzské hrabství vzniklo v roce 1342 jako součást Werdenberského hrabství. Prvním hrabětem byl zřejmě Hartmann III. z Werdenberg-Sarganse.
V roce 1396, čtyři roky poté, co skončily nároky hrabat z Werdenbergu, získalo hrabství říšskou bezprostřednost. Linie hrabat z Vaduze vymřela v roce 1416 a po ní nastoupili baroni z Brandi.
Od roku 1507 Vaduz a Schellenberg na severní straně ovládala hrabata ze Sulzu. Obě území pak v roce 1613 prodali hrabatům z Hohenemsu. Kvůli letitým honům na čarodějnice a zpronevěře majetku popravených byla 12. května 1681 nařízena říšská poprava panujícího hraběte Ferdinanda Karla z Hohenemse (1650-1686) a jejím provedením byl pověřen kemptenský kníže-opat Rupert. V roce 1683 byl hrabě zatčen císařským rozkazem, výnosem dvorní rady z 22. června 1684 byl zbaven vrchnostenského práva a zároveň byl povinen vrátit pozůstalým zabavený majetek. Protože však byl hraběcí dům zadlužený, byla za  držby Jakuba Hannibala (1653–1730) uvalena nucená správa, kterou byl v roce 1692 opět pověřen kemptenský kníže-opat. Poté, co byli pozůstalí rodinní příslušníci a další věřitelé nuceni smluvně vzdát se poloviny svých pohledávek, bylo v roce 1699 prodáno panství Schellenberg za 115 000 zlatých a po vleklých jednáních v roce 1712 také hrabství Vaduz za 290 000 zlatých. 
Kupcem byl kníže Jan Adam z Lichtenštejna. Bohatá a vlivná knížata z Lichtenštejna do té doby dlouho hledala území přímo související s říší, aby vytvořila podmínky pro povýšení do řad říšských knížat. Tohoto cíle dosáhli, když císař Karel VI. povýšil obě území v roce 1719 na Lichtenštejnské knížectví.